# 이범관 (1888년)
이범관(李範觀, 일본식 이름: 淸原範觀기요하라 한칸, 1888년 음력 9월 23일 ~ ?)은 일제강점기의 지방행정 관료이다.

## 생애
충청북도 단양군에서 관리의 아들로 태어난 이범관은 일제 강점기 동안 도지사와 조선총독부 중추원 참의를 지낸 이범익의 동생이다. 한일 병합 조약이 체결 직전인 1910년 3월에 관립한성외국어학교 일어과를 졸업하였다.
학교 졸업 직후인 1910년 4월에 내부 주사로 채용되어 대한제국 말기에 잠시 관리로 일했다. 4개월 후에 한일 병합 조약이 체결되고, 10월의 인사이동에 따라 총독부 내무부 지방국 소속이 되었다. 지방국 토목과 사리원출장소에 파견되어 황해도에서 근무하였다.
이듬해인 1911년 3월에 총독부 군서기로 임용되어 충청북도 단양군과 영동군, 괴산군에 차례로 발령받았다. 1927년에는 음성군 서무주임으로 승진하였고, 1930년 4월에 총독부 군수로 발탁되어 보은군 군수가 되었다. 이후 진천군과 제천군에서 차례로 군수를 지냈다.
고등관 6등의 진천군수로 재직 중이던 1935년에 총독부가 편찬한 《조선공로자명감》에 조선인 공로자 353명 중 한 명으로 수록되어 있다. 이 책자에는 “강한 의지의 소유자”라는 평이 적혀 있다. 총독부가 시정 25주년을 기념하여 표창한 표창자 명단에도 들어 있다.
일본 정부로부터 훈5등 서보장을 수여받는 등, 제천군수이던 1941년을 기준으로 종6위 훈5등에 서위되어 있었다.
2008년 민족문제연구소가 발표한 친일인명사전 수록예정자 명단 중 관료 부문, 2009년 친일반민족행위진상규명위원회가 발표한 친일반민족행위 705인 명단에 포함되었다. 형 이범익도 두 명단에 들어 있다.

## 같이 보기
- 이범익

## 참고자료
- 이범관(李範觀) - 국사편찬위원회